# José Ángel Iribar
José Ángel Iribar Kortajarena (Zarautz, 1 maart 1943), bijgenaamd El Chopo ("de Populier"), is een voormalig Spaanse voetbalkeeper en trainer.
Iribar was gedurende zijn spelerscarrière vrijwel uitsluitend actief voor Athletic Bilbao, waarvoor hij meer dan 600 officiële wedstrijden voor de club speelde in 18 La Liga seizoenen. Met deze club won hij twee keer de nationale beker.
Iribar behoorde tot de nationale ploeg van Spanje voor het EK 1964 en het WK 1966, waarbij hij op het eerstgenoemde toernooi Europees kampioen werd in eigen land.

## Carrière

### Club
Nadat hij in zijn jeugd bij verschillende lokale voetbalclubs in Zarautz gespeeld had, kreeg hij op 18-jarige leeftijd de kans op een proefcontract bij CD Baskonia (dat toendertijd nog geen dochteronderneming was van Athletic Bilbao) in de Segunda División. Als eerste keeper speelde Iribar met de club in seizoen 1961-62 de Copa del Generalísimo (voorloper van de Copa del Rey), waar ze tot verrassing van velen de titelverdediger Atlético Madrid uitschakelden. Iribar's prestaties in zijn eerste seizoen bij CD Baskonia bleven niet onopgemerkt, en verschillende Spaanse topclubs (waaronder FC Barcelona, Valencia CF en Atlético Madrid) waren geïnteresseerd in zijn diensten. Uiteindelijk betaalde Athletic Bilbao één miljoen peseta's voor de keeper aan CD Basconia, een recordbedrag voor die tijd.
In zijn eerste seizoen bij Athletic was Iribar de reservekeeper achter toenmalig international en onbetwiste nummer 1 Carmelo Cedrún. Hij kwam slechts drie wedstrijden in actie voor de club in La Liga. Vanaf het daaropvolgende seizoen 1963-64 werd Iribar na een blessure van Cedrún de onbetwiste keeper van de Basken, en hij zou dat in de daaropvolgende 16 seizoenen blijven. 
Als sterkhouder in de goal van Athletic won hij tijdens zijn carrière twee Spaanse bekers en bereikte de finale van de UEFA-cup in het seizoen 1976-77, waar verloren werd van Juventus. Tijdens het seizoen 1970-71 hield hij tien opeenvolgende thuiswedstrijden zijn doel schoon, wat zich vertaalde in een clubrecord van 1.018 minuten. 
Iribar keepte door tot 1980, toen hij op 37-jarige leeftijd besloot om met voetbalpensioen te gaan nadat Andoni Zubizarreta in diezelfde zomer bij Athletic zou arriveren. In 16 seizoenen had hij 614 wedstrijden in alle competities had gespeeld voor Athletic Bilbao (wat nog steeds een clubrecord is), en was hij was ook recordhouder met aantal wedstrijden voor Athletic in Europese competities (tot in 2016 zijn totaal van 55 werd gepasseerd door Markel Susaeta).

### Spaans elftal
In zijn eerste seizoen als vaste keeper bij Athletic viel Iribar ook op bij bondscoach José Villalonga, die hem selecteerde voor een kwalificatiewedstrijd voor het Europees Kampioenschap van 1964 tegen Ierland. Op 11 maart 1964, toen pas 21 jaar oud, maakte Iribar zijn debuut voor de Spaanse nationale ploeg. Dit was het begin van een succesvolle interlandcarrière in het doel van de nationale ploeg, waar hij een onbetwiste eerste keus zou worden en een selectie afdwong voor het EK 1964 in eigen land. Spanje bereikte de finale van het toernooi, en met Iribar op doel werd de Sovjet-Unie met 2-1 verslagen. Iribar won daarmee de eerste titel van zijn sportcarrière.
Iribar maakte ook deel uit van de selectie van Spanje voor het wereldkampioenschap voetbal in 1966 en speelde alle drie de wedstrijden in de groepsfase, waar Spanje werd uitgeschakeld door op een derde plaats in de groep te eindigen.
Iribar bleef de daaropvolgende tien jaar zijn positie onder de lat behouden. Op 20 november 1974, in een kwalificatiewedstrijd voor het EK 1976 tegen Schotland, evenaarde hij het record van 46 caps dat in handen was van collega-doelman Ricardo Zamora. Op 5 februari 1975 ging hij, opnieuw tegen Schotland, over het aantal van Zamora heen. In 1983 werd het record voor meeste wedstrijden in het doel van Spanje overgenomen door Luis Arconada.
Zijn 49e en laatste wedstrijd voor Spanje was op 24 april 1976, in een 1-1 gelijkspel tegen West-Duitsland in de kwartfinale van het EK. Hij mistte de terugwedstrijd tegen West-Duitsland, officieel vanwege een vingerblessure, maar later gaf Iribar aan dat het eigenlijk te maken had met zijn politieke opvattingen onder het Franco-regime.

### Trainer
Meteen na het beëindigen van zijn spelerscarrière werd Iribar lid van de trainingsstaf van Athletic Bilbao, en werd hij de keeperstrainer van het eerste elftal. In het seizoen 1983-84 coachte hij het eerste reserveteam van Athletic, Bilbao Athletic, en leidde hen naar de tweede plaats in de tweede divisie, wat het beste resultaat ooit was voor dit team.
Iribar leidde ook het eerste team van Athletic Bilbao in het seizoen 1986-87, toen de Spaanse competitie voor de enige keer een tweede fase had waarin de ranglijst verdeeld werd in drie groepen. Athletic 'won' de degradatiesectie (met een uiteindelijke 13e plaats). Na dat seizoen werd Iribar vervangen door de Engelse trainer Howard Kendall en keerde hij in 1988 kort terug als tijdelijke hoofdtrainer van Bilbao Athletic. Vanaf 1988 en meer dan twee decennia lang had Iribar vervolgens de leiding over het vertegenwoordigende team van Baskenland.

## Speelstijl
De Spaanse keeper Iker Casillas, die in 2010 het wereldkampioenschap voetbal won, nam Iribar op in zijn lijst van de tien beste keepers aller tijden en beschreef hem als "een van de beste keepers die Spanje ooit heeft voortgebracht. Hij was een grote verschijning in het doel en had het vermogen om tegenstanders te intimideren. Maar het ging niet alleen om zijn grootte, die op zichzelf nutteloos is. Hij combineerde zijn fysiek met een geweldige positionering." In Italië kreeg hij de bijnaam "Zoff's tweelingbroer", vanwege zijn keeperscapaciteiten, leiderschap en fysieke gelijkenis met de Italiaanse collega Dino Zoff.

## Politieke standpunten
Op 5 december 1976, voor een wedstrijd tegen Real Sociedad, droegen Iribar en de aanvoerder van de tegenstander, Inaxio Kortabarria, de Ikurriña, de Baskische vlag, uit en plaatsten deze ceremonieel op de middencirkel. Dit was de eerste publieke vertoning van de vlag sinds de dood van Francisco Franco, maar het werd in Spanje nog steeds als illegaal beschouwd.
Iribar raakte na zijn actieve carrière betrokken bij de Baskische lokale politiek en was een van de oprichters van de onafhankelijkheidscoalitie Herri Batasuna.

## Prijzen
Athletic Bilbao
- Copa del Generalísimo:
  - Winnaar: 1969, 1973
  - Runner-up 1966, 1967, 1977
- UEFA-cup: 
  - Runner-up: 1977

Spaans voetbalelftal
- Europees Kampioenschap voetbal: 
  - Winnaar: 1964

Individueel
- Ricardo Zamora Trophy: 1970